# Joseph Probst (Pfarrer, 1816)

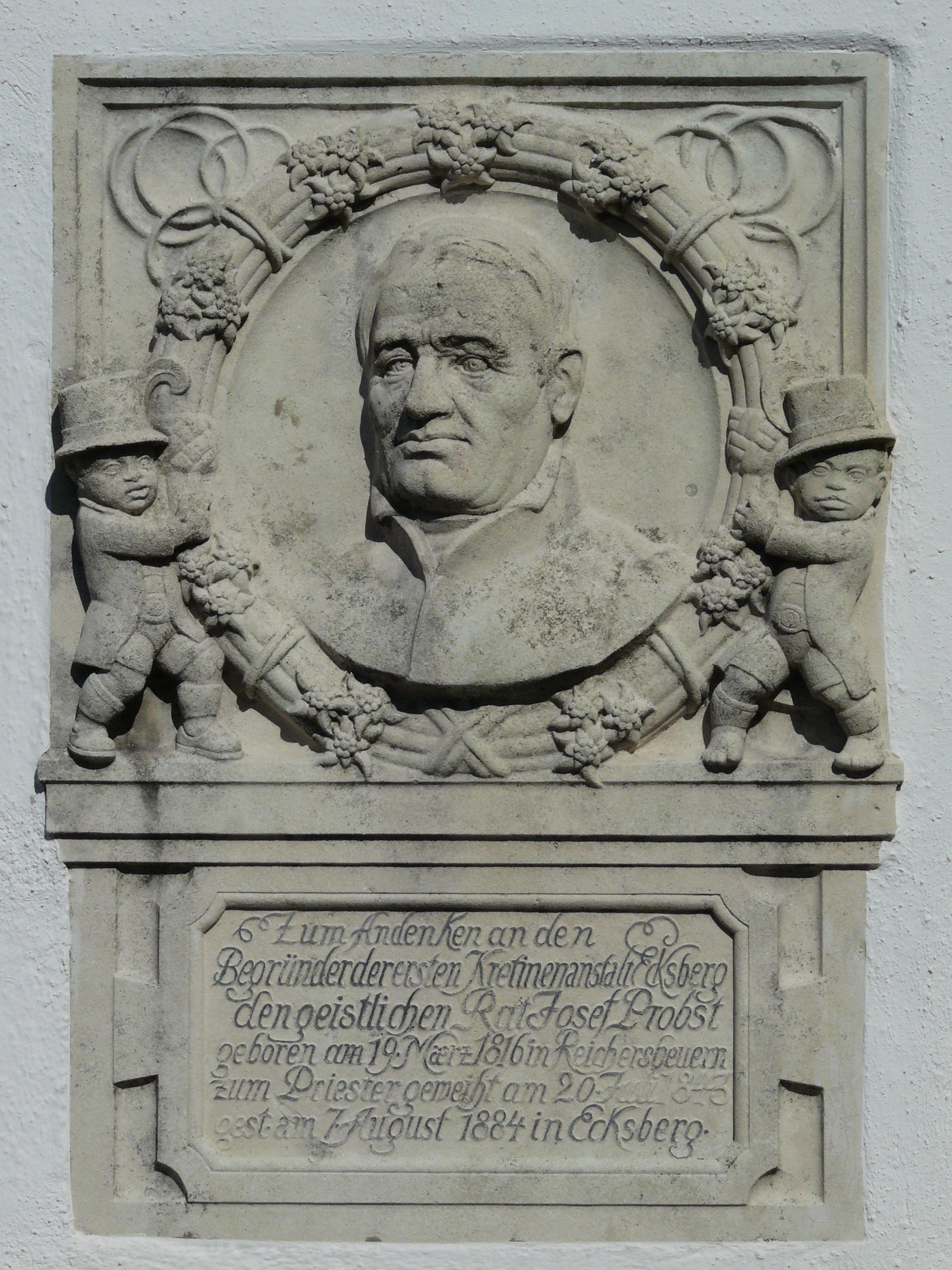
Gedenktafel an der Pfarrkirche Reichersbeuern

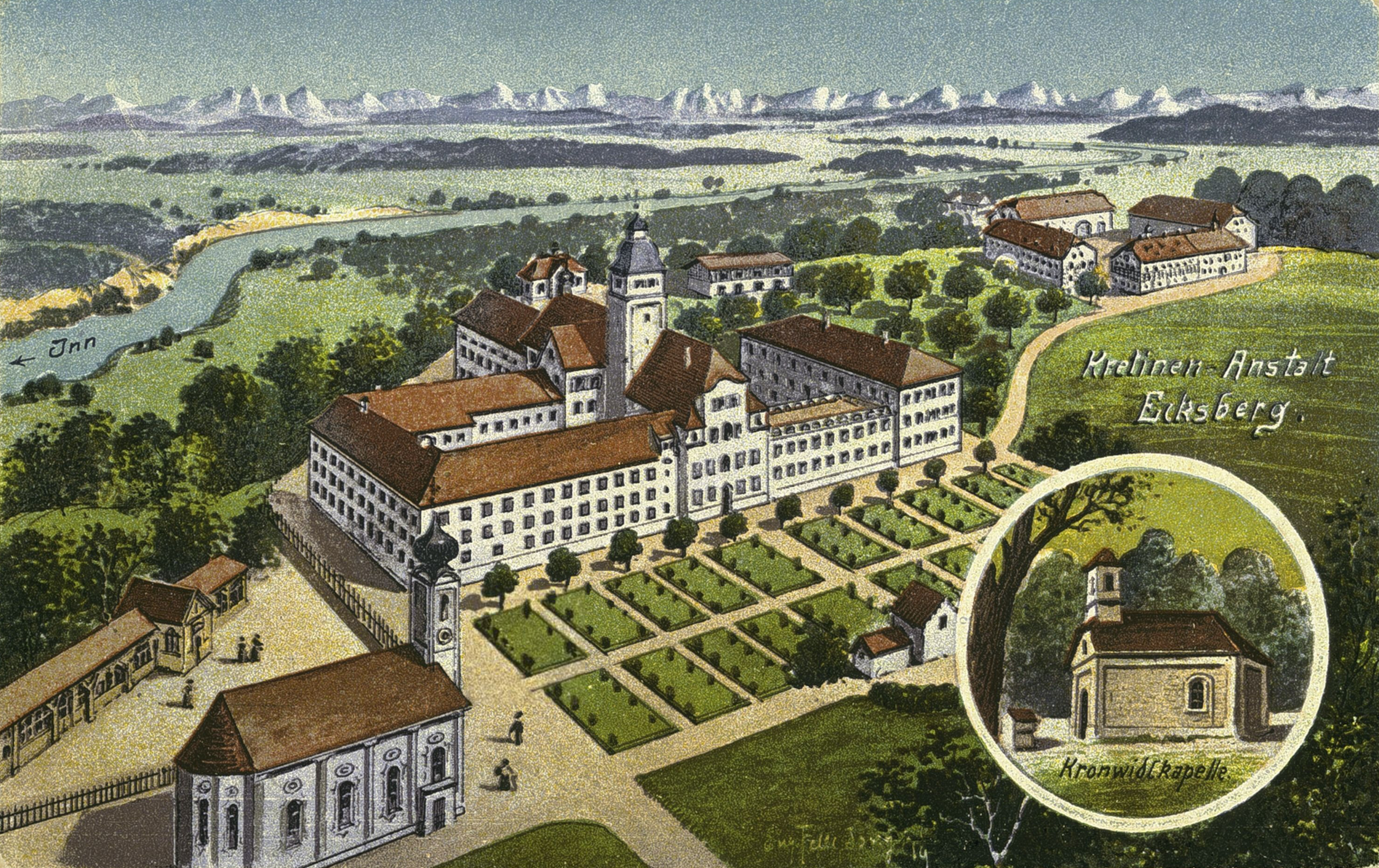
Anstalt Ecksberg, 1919

Joseph Probst (* 19. März 1816 in Reichersbeuern; † 7. August 1884 in Ecksberg) war ein deutscher katholischer Pfarrer. Er ist Begründer des ältesten Behindertenheims Bayerns.
Probst wurde als Sohn eines Handwerkers geboren. Nach seinem Abitur 1838 in München studierte er an der Münchener Universität Philosophie und Theologie. 1843 empfing er seine Weihe zum Priester und übernahm in der Folge Kooperatorstellen in Oberaudorf, Mühldorf und Freising. Ab 1847 wirkte er als Benefiziat in Oberdarching.
1852 gründete er auf dem Ecksberg bei Mühldorf die erste Anstalt für geistig Behinderte in Bayern. Er zog mit sieben geistig behinderten Kindern in eine leerstehende Immobilie, das sogenannte „Pfaffenhäusle“, ein und renovierte sie. Später erwarb er ein größeres Bauerngut und vergrößerte damit die „Kretinenanstalt Ecksberg“. Joseph Probst gründete zudem einen Hilfsverein, um die Anstalt finanziell absichern zu können. Wichtigster medizinischer Impulsgeber für sein Handeln war der Schweizer Arzt Johann Jakob Guggenbühl, der die Anstalt auf dem Abendberge in der Nähe von Interlaken gegründet hatte. Bei Guggenbühl ging auch der Mediziner Carl Heinrich Rösch, der die Kretinenanstalt Mariaberg in Württemberg begründete, in die Lehre. Weitere medizinische Unterstützung erfuhr Probst durch den Münchener Mediziner Johann Ringseis. Joseph Probst rekrutierte freies Pflegepersonal für die Pflege seiner kretinen Kinder, das er selbst ausbildete. 
Einen Gestellungsvertrag mit einer Kongregation der römisch-katholischen Kirche lehnte er ab, weil er Konflikte befürchtete. Wichtig war ihm, die individuellen Begabungen der geistig behinderten Kinder zu fördern. Als wichtigstes Instrument dafür sah er die Liebe zu seinen Pfleglingen. Es gelang Probst, die Anstalt international bekannt zu machen. Bei seinem Tod 30 Jahre später gab das Heim 190 Pfleglingen Schutz. Probst wurde umgangssprachlich „Kretinenvater“ genannt.